# Alpi di Vaud
Le Alpi di Vaud (o alpi vodesi) sono una sottosezione delle Alpi Bernesi. Si trovano in Svizzera. Interessano particolarmente il Canton Vaud, ma anche il Canton Vallese ed il Canton Berna. La vetta più alta è Les Diablerets che raggiunge i 3.210 m s.l.m..

## Delimitazioni
Confinano:
- a nord con le Prealpi di Vaud e Friburgo (nelle Prealpi Svizzere) e separate dal Col de la Croix e dal Col du Pillon;
- ad est con le Alpi Bernesi in senso stretto e separate dal Colle del Sanetsch;
- a sud con le Alpi del Grand Combin (nelle Alpi Pennine) e separate dal fiume Rodano;
- a sud-ovest con le Alpi del Monte Bianco (nelle Alpi Graie) e separate dal fiume Rodano;
- ad ovest con le Prealpi del Giffre (nelle Prealpi di Savoia) e separate dal fiume Rodano.

Ruotando in senso orario i limiti geografici sono: Martigny, fiume Rodano, torrente Gryonne, Col de la Croix, Col du Pillon, Gsteig, Colle del Sanetsch, torrente Morge, fiume Rodano, Martigny.

## Suddivisione
Secondo la SOIUSA le Alpi di Vaud sono una sottosezione alpina con la seguente classificazione:
- Grande parte = Alpi Occidentali
- Grande settore = Alpi Nord-occidentali
- Sezione = Alpi Bernesi
- Sottosezione = Alpi di Vaud
- Codice = I/B-12.III

Si suddividono in un unico supergruppo e tre gruppi:
- Catena Diablerets-Muveran (A)
  - Massiccio dei Diablerets (A.1)
  - Massiccio del Muveran (A.2)
  - Massiccio dei Dents de Morcles (A.3)

## Vette principali
Le montagne principali del gruppo sono:
- Les Diablerets - 3.210 m
- Oldenhorn - 3.132 m
- Grand Muveran - 3.051 m
- Dent de Morcles - 2.969 m
- Sanetschhorn - 2.924 m
- Dent Favre - 2.917 m
- Grand Chavalard - 2.899 m
- Gstellihorn - 2.854 m
- Croix de Javerne - 2.097 m